# 君と霧のラビリンス
『君と霧のラビリンス』は、スクウェア・エニックスより配信されていたスマートフォン用ゲームアプリ。サービス期間は2017年7月13日 - 2018年6月14日。基本プレイ無料（アイテム課金制）。略称は『キミキリ』。
スクウェア・エニックスとしては初となる女性向けゲームで、内容は架空の学園を舞台に男子高生や教師などとの恋愛が楽しめる恋愛シミュレーション（乙女ゲーム）。

## 物語
学園島に迷い混んだ女主人公は、霧から出現する敵「フォッグ」と戦う生徒会のメンバーと出会い、共に霧の謎に立ち向かっていくことを決意する。

## ゲーム内容
登場人物12人全員に存在するメインストーリー。妄想の中でスーツやアイドル衣装や季節の衣装を好きに着せ替え、ポーズや表情を変えていろいろな角度から写真撮影をしよう。

## 登場人物

### 紫苑学園
学園島に設立した初めての学校。男子校かつ中高大の一貫校で、完全寮制。真面目な生徒が多く、ほとんどの校則が排除され「自分の行動に自分で責任を持つ」というただひとつの校則が新たに設けられている。
凛堂圭（りんどう けい）
声 - 八代拓
キザな言動が目出つ理系男子。生徒会では会計を担当。ロボット作りはお手の物。
香月弦（こうづき ゆずる）
声 - 村瀬歩
庶務を担当する生徒会のムードメーカー的存在。163cmと小柄で学園島の元気印として定着している。
土屋隼人（つちや はやと）
声 - 小野友樹
寡黙な生徒会長。休み時間はひとりで読書をしていることが多い。181cm。
草薙伊吹（くさなぎ いぶき）
声 - 松岡禎丞
物腰柔らかで紳士的（侍系貴公子）だが、怒らせると怖い生徒会の副会長。黒い長髪を紐で括って纏めている。

### 伽羅学園
最も豪華で、権威のある学校。男子校かつ中高大の一貫校で、完全寮制。学生一名につき、ひとりまで執事を同伴しての入学が許可されている。
白木院聖（しらきいん さとし）
声 - 柿原徹也
お茶会が好きでお洒落な生徒会長。学業は優秀だが運動は苦手。177cm。自称「みんなのお兄ちゃん」で、面倒見がいい。手先が器用でなんでもそつなくこなす。
蓮見湊（はすみ みなと）
声 - 興津和幸
生粋のお坊ちゃん。165cmと背が低いことがコンプレックス。口は悪いが、裏表がなく信頼のおける男。
八神アケト（やがみ あけと）
声 - 梶裕貴
かなりの自信家で、意中の女性が自分を好きにならないわけがないと思っている。人をからかうことが好きだが、笑えない冗談は大嫌い。
菱川穂高（ひしかわ ほだか）
声 - 梅原裕一郎
IQ180の天才高校生。184cmの長身にもかかわらず、天使の歌声を誇る。極度の寒がりで、寮の自室では1年中こたつを愛用している。

### 浅緋学園
スポーツに特化した学園で、多くのアスリートを輩出している。 男子校かつ中高大の一貫校で、完全寮制。多くのスポーツ奨学生を採っており、運動施設が最も充実している。選手特権が多く存在している。
近藤涼太（こんどう りょうた）
声 - 武内駿輔
言葉遣いは乱暴だが、心優しい副会長。186cmの空手部主将。
宇佐朱虎（うさ あけとら）
声 - 天﨑滉平
生徒会の庶務。誰とでもすぐに打ち解けるいう特技を持つ。大阪出身で180cm。好きな運動はアウトドア全般。
桃華雪夜（ももか ゆきや）
声 - 平川大輔
全生徒に慕われている温和な生徒会長。フィギュアスケート選手。怒るところが想像できないと言われるほど、温和な性格の持ち主。「氷上のプリンス」の異名を持つ。171cmで揚げ物など油っぽい食べ物が苦手。
牧総一郎（まき そういちろう）
声 - 蒼井翔太
二重人格の生徒会書記。生徒会唯一の1年生で、みんなに可愛がられている。158cm。
（通称：S）常に上から目線で、先輩ですら呼び捨てにする生意気な性格。オシャレ好きだが、センスは皆無。
（通称：M）痛めつけられたり、罵られたりすることが大好きという変わり者。長身で女王様のような格好の紫と相性が良く、懐いている。

### 中央
学園島を統括している精鋭部隊。 事件前は学園島の秩序を守ることに重きを置いていたが、現在は謎の霧の解明に注力している。 各地に小さな拠点も存在している。
白（しろ）
声 - 櫻井孝宏
「中央」のリーダー。軍服調の制服にロングブーツ。饒舌で頭の回転が早く、人を使いこなすことに長けている。172cmで魚座。メンバーである黒に懐かれている。
紫（むらさき）
声 - 鳥海浩輔
背中までのロングヘアの女装教諭。スリットのあるミニスカートに、網タイツで黒エナメルで膝上丈の女王様ブーツ（雨や濃霧の外出は白エナメルの膝下丈レインブーツ）を履いている。裏地が紫のマント（またはレインコート）を纏う。自称「中央の紅一点」で美しさを自負する。169cmで美意識が高く、好きな言葉は「女子力」。
黒（くろ）
声 - 日野聡
白と同じデザインの制服だが袖や裾の色が異なり、ブーツがハードなデザインになっている。不可能を可能にするほどの天才的頭脳の持ち主。白の信奉者で命令には絶対服従している。182cm。
近衛仁（このえ じん）
声 - 石川英郎
食堂をひとりで切り盛りしている調理師。口が悪く、大雑把な性格だが、生徒たちからは慕われている様子。紋章武器の開発者という噂。175cm。

### カルテット
女主人公を狙う謎に包まれた集団。謎の霧と関係しているらしい。
ピア
声 - 前野智昭
敵とも味方とも知れない「カルテット」のリーダー。170cmでつかみ所のない、風のような青年。主人公に執着している様子だが、目的は不明。
ヴィオラ
声 - 羽多野渉
ピアの参謀役を自負する。白いフード付きレインコートを常に着ている。169cm。真実を求め、偽りの世界を終わらせる為に戦っているという。
チェロ
声 - 杉山紀彰
眼鏡に黒のストレート長髪。常にポーカーフェイスを崩さず、何を考えているか読めない。182cm。裏で何か企んでいるようだが、なかなか尻尾を出さない。
リン
声 - 花江夏樹
狂気的な殺人鬼。ノースリーブに半ズボンでロングブーツを履き、脇の下と膝上を露出させた中性的な容姿の子。武器は大鎌（デスサイズ）。